# 조정훈 (야구인)
조정훈(曺正訓, 1985년 5월 3일 ~ )은 전 KBO 리그 롯데 자이언츠의 투수이자, 현 마산용마고등학교의 야구부 코치이다.

## 선수 시절

### 아마추어 시절
마산중학교 때는 야수로 뛰었고, 마산용마고등학교 2학년 때까지 포수였으며 본격적으로 공을 던진 것은 고등학교 3학년 때이다. 마산용마고 3학년이던 2004년 대구 대붕기 대회에 참가해 에이스 역할을 했다. 특히 결승전에서는 당시 동산고등학교의 금민철과 동반으로 선발 출전해 각각 12이닝 완투에 4실점씩을 기록하는 진기록을 선보였다. 다음날 열린 재경기에서는 예기치 못한 우천으로 인해 결국 선수 보호 차원에서의 양 팀 감독의 합의로 공동 우승했다.

### 롯데 자이언츠시절

#### 2005년시즌
2차 1라운드 지명을 받아 입단하였다. 입단 초기에는 중간 계투 등판이 잦았으나 2008년 시즌에서는 막판 2경기를 제외한 전 경기에 선발 등판했다.

#### 2009년시즌
리그 최정상급 포크볼을 구사하며 로페즈(모두 선발), 윤성환(1구원승 포함이라 13선발승으로 선발승 공동 3위)과 함께 14승(로페즈가 그랬던 것처럼 선발로만 14승)으로 다승 공동 1위, 탈삼진 2위(175개)를 기록해 팀 선발진의 한 축을 담당하면서 커리어 하이를 기록했는데 선발로만 14승을 기록하여 역대  최다 선발승 투수 최소 선발승 타이 기록을 세웠다. 경기 중 삼진을 많이 유도하기보다 맞춰 잡는 투구를 하는 경향이 강하고, 안타나 홈런을 맞아도 표정이 잘 변하지 않는 점 때문에 네티즌들로부터 '포스트 손민한'이라는 별명을 얻었으며, 팀의 차세대 에이스로 평가받았다.
또한 9월 29일 두산 베어스와의 준 플레이오프 1차전에서 선발로 나서 7.2이닝 2자책점만을 허용하며 팀의 승리를 이끌었지만 그 후 두산 베어스에게 3연패를 하며 역 스윕당해 플레이오프 진출에는 실패했는데 주축 선수들이 크고 작은 부상에 시달린 것이 컸다.

#### 2010년~2014년시즌
그는 광저우 아시안 게임 예비 명단에 들었으나, 뜻하지 않은 팔꿈치 부상을 당해 일찌감치 시즌을 접고 미국으로 가 조브 클리닉에서 감바델라 박사의 집도 하에 팔꿈치 수술을 받았다. 그가 부상으로 선발진에서 이탈하면서 김수완, 이재곤이 그를 대신해 2010년 시즌 팀의 선발로 나섰다. 1년 이상의 재활이 필요하다는 진단에 따라 병역을 해결하기 위해 2011년 1월 3일에 공익근무요원으로 입소했고 평소에 통증이 있었던 어깨 수술도 받았다.
2013년 소집 해제돼 복귀 후 몸을 만들고 있었으나 일본 가고시마에서 전지 훈련을 하던 중 팔꿈치 통증이 재발해 재활군에 계속 머물렀다. 그 해 7월 조브 클리닉을 다시 방문해 재검진을 받았고, 재활 프로그램과 주사 요법을 병행했지만 효과가 없어 일본에서 한 번 더 검사를 받은 결과 토미 존 수술을 받은 부위가 재활 과정에서 또 손상되었다는 결과가 나와 수술 판정을 받았다. 도쿄에서 다시 팔꿈치 수술을 받아 2014년에도 복귀가 무산됐다. 2013년 11월 14일에 다시 수술을 받았을 때 인대가 손상된 게 발견됨과 동시에 팔꿈치 뼛조각까지 발견됐다.
복귀를 서두르다가 다시 수술을 받으면서 재활이 장기화되자, 구단에서는 확실한 회복을 보장하는 차원에서 2014년에 그를 신고선수로 전환했다. 대신 연봉 등의 처우는 그대로 유지했다.

#### 2015년시즌
3월 8일 SK 와이번스와의 시범 경기에서 구원 등판해 무실점했다. 하지만 시즌을 2군에서 시작했으며, 당시 감독이었던 이종운은 확실하게 회복될 때까지 그를 지켜보겠다는 입장을 밝혔다. 7월 중순에 복귀할 예정이었던 그는 투구 후에 팔꿈치가 붓고 물이 차오르는 증상이 다시 재발해 이 시즌도 1군 경기에 등판하지 못했다.

#### 2017년시즌
부상과 수술로 인한 긴 공백을 마치고 1군에 복귀했다. 시즌 26게임 출장, 23이닝 4승 2패 방어율 3.91을 기록하며 박진형, 진명호, 손승락 등과 함께 팀의 필승조로 활약했다. 팀의 셋업맨 역할을 수행하며 5년만의 가을야구 진출에 기여했다.

#### 2018년시즌
2018년 10월 24일에 방출됐다. 방출 이후 현역 선수 생활을 접었고 현재는 모교인 용마고등학교 투수코치로 부임했다. 

## 에피소드
- 대다수의 야구 전문가와 팬들이 리그 최고라고 손꼽는 그의 스플리터와 포크볼은 코치나 선배에게서 배운 것이 아니라고 한다. 2군 시절 볼일을 보러 부산은행에 들렀다가, 달력에 그 달의 모델로 있던 손민한이 스플리터 그립을 쥐고 포즈를 취한 사진을 보고서 당시 롯데 자이언츠의 포수였던 이동훈과 상의하며 스스로 체득했다고 한다.

## 별명
- 선수들 사이에선 물을 많이 마신다고 해 '물통'이라고 불렸다.
- 야구 팬들 사이에선 한 때 '조대물'이라고 불렸다.[12]
- 배장호가 그의 싸이월드 미니홈피에 남긴 1촌평에서 유래한 '조핑크'라고 불렸다.

## 출신 학교
- 경남 양덕초등학교
- 마산중학교
- 마산용마고등학교
- 서울사이버대학교

## 통산 기록
| 연도 | 팀명  | 평균자책점 | 경기 | 완투 | 완봉 | 승 | 패 | 세 | 홀 | 이닝  | 피안타 | 피홈런 | 볼넷 | 사구 | 탈삼진 | 실점 | 자책점 | 비고                                                            |
| ---- | ----- | ---------- | ---- | ---- | ---- | -- | -- | -- | -- | ----- | ------ | ------ | ---- | ---- | ------ | ---- | ------ | --------------------------------------------------------------- |
| 2005 | 롯데  | 6.83       | 19   | 0    | 0    | 1  | 0  | 0  | 2  | 29    | 41     | 2      | 19   | 3    | 19     | 23   | 22     |                                                                 |
| 2006 | 롯데  | 3.00       | 7    | 0    | 0    | 0  | 0  | 0  | 0  | 6     | 9      | 0      | 3    | 0    | 7      | 2    | 2      |                                                                 |
| 2007 | 롯데  | 6.65       | 17   | 0    | 0    | 0  | 2  | 0  | 1  | 23    | 35     | 3      | 10   | 3    | 12     | 17   | 17     |                                                                 |
| 2008 | 롯데  | 3.15       | 14   | 1    | 1    | 5  | 3  | 0  | 1  | 80    | 84     | 6      | 18   | 3    | 54     | 35   | 28     |                                                                 |
| 2009 | 롯데  | 4.05       | 27   | 2    | 2    | 14 | 9  | 0  | 0  | 182.1 | 189    | 23     | 53   | 7    | 175    | 97   | 82     | 공동 다승왕(윤성환, 로페즈), 공동 최다 선발승(14선발승)(로페즈) |
| 2010 | 롯데  | 4.94       | 11   | 1    | 0    | 5  | 3  | 0  | 0  | 62    | 59     | 7      | 22   | 3    | 50     | 34   | 34     |                                                                 |
| 2017 | 롯데  | 3.91       | 26   | 0    | 0    | 4  | 2  | 0  | 8  | 23    | 17     | 1      | 13   | 0    | 25     | 11   | 10     |                                                                 |
| 2018 | 롯데  | 16.62      | 7    | 0    | 0    | 0  | 0  | 0  | 0  | 4.1   | 6      | 0      | 4    | 2    | 5      | 13   | 8      |                                                                 |
| 통산 | 8시즌 | 4.46       | 128  | 4    | 3    | 29 | 19 | 0  | 12 | 409.2 | 440    | 42     | 142  | 21   | 347    | 232  | 203    |                                                                 |